# Fernando Verdasco
Fernando Verdasco Carmona (Madrid, 1983. november 15. –) spanyol hivatásos teniszező.
Háromszoros Davis-kupa győztes, 2008-ban, 2009-ben és 2011-ben segítette győzelemhez hazáját, a 2008-as Argentína elleni döntőben ő szerezte meg csapata sorsdöntő, harmadik győzelmét. Legjobb egyéni Grand Slam-teljesítményét a 2009-es Australian Openen nyújtotta, ahol az elődöntőig jutott. Ezen kívül karrierje során 7 egyéni, illetve 7 páros ATP tornán diadalmaskodott.

## Karrierje
Verdasco 2001-ben kezdte profi karrierjét. 2002-ben nyerte meg első Futures tornáját a Kanári-szigeteken.
Első komolyabb sikereit 2004-ben aratta: bejutott az acapulcói döntőbe, ahol a korábbi világelső Carlos Moyà ellen vereséget szenvedett. Ennek köszönhetően a világranglista első 100 helyezettje közé került, ahonnan azóta sem esett ki. A valenciai tornán legyőzte a címvédő és Top 10-es Juan Carlos Ferrerót az elődöntőben, a döntőben pedig Albert Montañés ellen diadalmaskodott, ezzel első ATP-tornagyőzelmét aratta. Az év végén megszerezte első páros tornagyőzelmét:honfitársa és jóbarátja, Feliciano López oldalán Stockholmban.
2005-ben Kitzbühelben döntőt játszott, ahol Gastón Gaudiótól kapott ki. A US Openen bejutott első Grand Slam-nyolcaddöntőjébe, ahol Jarkko Nieminen győzte le. 2006-ban nem játszott egy döntőt sem, viszont Wimbledonban a nyolcaddöntőig jutott. 2007-ben egy döntőt játszott: Szentpétervárott Andy Murray győzte le. A Roland Garroson a nyolcaddöntőben Novak Đoković ellen szenvedett vereséget. Ezt a három évet végig a világranglista 30. helye környékén töltötte.
A 2008-as éve már sokkal eredményesebb volt: a Roland Garroson és Wimbledonban is bejutott a legjobb 16 közé, Wimbledonban kettős szettelőnyről kapott ki Mario Ančićtól, döntő szett 13-11-re. Két döntőt játszott: először a Nottingham Openen bejutott első füves pályás döntőjébe, ahol Ivo Karlović ellen meccslabdáról kapott ki, egy hónappal később viszont az Umagban megrendezett torna döntőjében legyőzte Igor Andrejevet, ezzel második egyéni tornagyőzelmét begyűjtve. Ennek következtében a világranglista 11. helyére került, ami addigi legjobbja volt. Ebben az évben Spanyolországgal bejutott a Davis-kupa döntőjébe, amit Argentína ellen játszottak idegenben. A döntőben váratlanul nagy szerep hárult rá, mivel a világelső Rafael Nadal sérülés miatt nem tudott játszani, David Ferrer pedig formán kívül játszott az első meccsen. Először a páros meccset Feliciano Lópezszel megnyerték, majd a negyedik meccsen Verdasco öt szettben legyőzte José Acasusót, ezzel megszerezve hazájának a sorsdöntő, harmadik győzelmet a sokkal esélyesebbnek kikiáltott hazai csapat ellen.

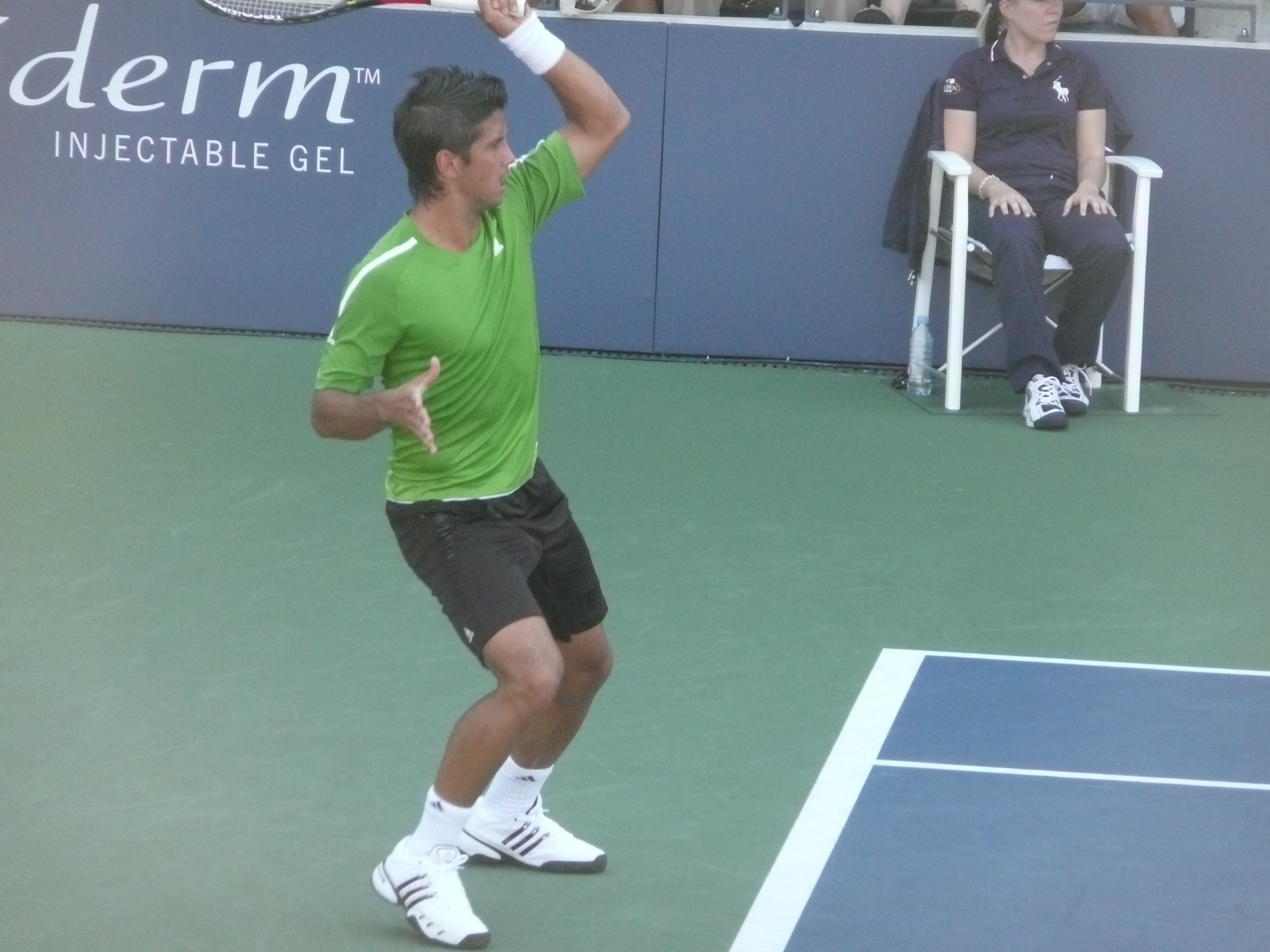
Verdasco a US Openen

A 2009-es évet nagyszerű formában kezdte: Brisbane-ben mind egyéniben, mind párosban döntőt játszott. Az Australian Openen simán jutott el a nyolcaddöntőbe, ahol a torna esélyesének számító, negyedik kiemelt Andy Murrayt öt szettben búcsúztatta, majd a negyeddöntőben a 2008-as döntős Jo-Wilfried Tsonga sem tudta megállítani. Az elődöntőben a világelső Rafael Nadallal találkozott. Az Australian Open történelmének leghosszabb és egyik legszínvonalasabb meccsén 5 óra 14 perc alatt maradt alul honfitársával szemben. Az öt szett alatt 95 nyerőt ütött a világ legjobb védekező játékosa ellen. A meccsről többek között Rod Laver és Ken Rosewall is azt nyilatkozta, hogy "lehet, hogy a legjobb volt, amit valaha láttak".   Az itt nyújtott teljesítményének köszönhetően életében először bejutott a világranglista első 10 helyezettje közé, a 9. helyre. Az év első öt Masters-tornáján bejutott a negyeddöntőbe, így feljött a 7. helyre, mely karrierje legmagasabb helyezése. Augusztusban megnyerte a new haveni tornát Sam Querreyt verve a döntőben, mely ebben az évben az egyetlen tornagyőzelme volt. A US Openen negyeddöntőig jutott, ahol Novak Đoković győzte le. Ezek után még volt egy döntője Kuala Lumpurban, ahol Nyikolaj Davigyenko bizonyult jobbnak nála. Az egész szezonban mutatott jó teljesítménye végett, kvalifikálta magát az év végi ATP World Tour Finalsra, ahol a csoportmérkőzéseket három vereséggel fejezte be. Az év végén Spanyolország színeiben ismét Davis-kupa döntőt játszott Csehország ellen, ahol párosban lépett pályára Feliciano López oldalán. A meccsüket 7–6, 7–5, 6–2-re megnyerték, mellyel biztossá tették a spanyol csapat győzelmét. Ebben az évben 52 egyéni mérkőzést nyert, mely karrierje során a legtöbb.
A 2010-es évet egy Australian Open negyeddöntővel kezdte, majd február elején egy san joséi győzelemmel folytatta. Áprilisban döntőt játszott Monte Carloban, ahol sima 6-1, 6-1-es vereséget szenvedett Rafael Nadaltól. Majd megnyerte a barcelonai 250-es tornát Robin Söderling legyőzésével. Májusban döntőt játszott Nizzában ahol a hazai Richard Gasquet győzte le őt, majd a Roland Garroson a 4. fordulóig jutott. A US Openen negyeddöntőbe jutott, ahol ismét Rafael Nadal állította meg.
2011-ben az Australian Openen a 4. körig jutott, ahol Tomáš Berdych állította meg. Februárban döntőt játszott San Joséban, ahol nem sikerült számára a címvédés, a fiatal kanadai Miloš Raonić legyőzte őt, karrierje első ATP tornagyőzelmét aratva. Ezek után áprilisban, egy estorili döntő következett számára, ahol az argentin Juan Martín del Potrótól kapott ki 6–2, 6–2-re. Ezek után az évben már csak egy döntőt játszott a gstaadi tornán, ahol honfitársa Marcel Granollers bizonyult jobbnak nála. Decemberben Spanyolország színeiben ismét Davis-kupa döntőt játszott Argentína ellen, ahol párosban lépett pályára Feliciano López oldalán. A meccsüket elveszítették 4–6, 2–6, 3–6-ra, de a spanyol csapat 3–1-re megnyerte a kupát.
A 2012-es évben, egyre nagyobb hangsúlyt fektetett a párosra, aminek eredményeként 4 ATP tornán is diadalmaskodott (Buenos Aires, Acapulco, Umag és Hamburg), mindannyiszor honfitársa David Marrero volt a partnere. Acapulcóban egyesben is bejutott a döntőbe, de ott kikapott David Ferrertől 6-1, 6-2-re. Ezen kívül nem is volt döntője, az év végén pedig a 24. helyet érte el a világranglistán.

## Játékstílus
Verdasco alapvetően agresszív alapvonal-játékos, főleg erős, magasra pörgetett tenyereseivel nyeri meg a pontokat. Szerváját jól variálja, balkezessége előnyt jelent a jobbkezes játékosok ellen. A teljes mezőnyben általában a legjobb százalékban üti be első szerváit. Játékát minden borításra jól tudja alkalmazni, ennek bizonyítéka, hogy már minden borításon játszott ATP-döntőt.

## ATP-döntői

### Egyéni

#### Győzelmei (7)
| Összesítés                                            | Összesítés |
| ----------------------------------------------------- | ---------- |
| Grand Slam-torna                                      | (0)        |
| ATP World Tour Masters 1000 / ATP Masters Series      | (0)        |
| ATP World Tour 500 Series / International Series Gold | (1)        |
| ATP World Tour 250 Series / International Series      | (6)        |
| ATP World Tour Finals / Tennis Masters Cup            | (0)        |

|   | Dátum               | Torna                                        | Borítás    | Ellenfél a döntőben | Eredmény a döntőben |
| 1 | 2004. április 12.   | Open de Tenis Comunidad Valenciana, Valencia | Salak      | Albert Montañés     | 7-6(5), 6-3         |
| 2 | 2008. július 20.    | Croatia Open Umag, Umag                      | Salak      | Igor Andrejev       | 3-6, 6-4, 7-6(4)    |
| 3 | 2009. augusztus 29. | Pilot Pen Tennis, New Haven                  | Kemény     | Sam Querrey         | 6-4, 7-6(6)         |
| 4 | 2010. február 14.   | SAP Open, San José                           | Kemény (f) | Andy Roddick        | 3-6, 6-4, 6-4       |
| 5 | 2010. április 25.   | Open Sabadell Atlántico, Barcelona           | Salak      | Robin Söderling     | 6-3, 4-6, 6-3       |
| 6 | 2014. április 13.   | U.S. Men’s Clay Court Championships, Houston | Salak      | Nicolás Almagro     | 6-3, 7-6(4)         |
| 7 | 2016. április 24.   | BRD Năstase Țiriac Trophy, Bukarest          | Salak      | Lucas Pouille       | 6-3, 6-2            |

#### Elvesztett döntői (13)
|    | Dátum             | Torna                                      | Borítás     | Ellenfél a döntőben   | Eredmény a döntőben |
| 1  | 2004. március 1.  | Abierto Mexicano Telcel, Acapulco          | Salak       | Carlos Moyà           | 3-6, 0-6            |
| 2  | 2005. július 25.  | Austrian Open, Kitzbühel                   | Salak       | Gastón Gaudio         | 6-2, 2-6, 4-6, 4-6  |
| 3  | 2007. október 28. | St. Petersburg Open, Szentpétervár         | Szőnyeg (f) | Andy Murray           | 2-6, 3-6            |
| 4  | 2008. június 21.  | Nottingham Open, Nottingham                | Fű          | Ivo Karlović          | 5-7, 7-6(4), 6-7(8) |
| 5  | 2009. január 5.   | Brisbane International, Brisbane           | Kemény      | Radek Štěpánek        | 6-3, 3-6, 4-6       |
| 6  | 2009. október 4.  | Malaysian Open, Kuala Lumpur               | Kemény      | Nyikolaj Davigyenko   | 4–6, 5–7            |
| 7  | 2010. április 18. | Monte-Carlo Rolex Masters, Monte Carlo     | Salak       | Rafael Nadal          | 0–6, 1–6            |
| 8  | 2010. május 23.   | Open de Nice Côte d’Azur, Nizza            | Salak       | Richard Gasquet       | 3–6, 7–5, 6–7(5)    |
| 9  | 2011. február 13. | SAP Open, San José                         | Kemény (f)  | Miloš Raonić          | 6–7(6), 6–7(5)      |
| 10 | 2011. május 1.    | Estoril Open, Estoril                      | Salak       | Juan Martín del Potro | 2–6, 2–6            |
| 11 | 2011. július 31.  | Crédit Agricole Suisse Open Gstaad, Gstaad | Salak       | Marcel Granollers     | 4–6, 6–3, 3–6       |
| 12 | 2012. március 4.  | Abierto Mexicano Telcel, Acapulco          | Salak       | David Ferrer          | 1–6, 2–6            |
| 13 | 2013. július 14.  | Swedish Open, Båstad                       | Salak       | Carlos Berlocq        | 5–7, 1–6            |

### Páros

#### Győzelmei (7)
|   | Dátum                | Torna                              | Borítás    | Partner         | Ellenfelek a döntőben                            | Score               |
| 1 | 2004. október 25.    | Stockholm Open, Stockholm          | Kemény (f) | Feliciano López | Wayne Arthurs / Paul Hanley                      | 6-4, 6-4            |
| 2 | 2012. február 26.    | Copa Claro, Buenos Aires           | Salak      | David Marrero   | Michal Mertiňák / André Sá                       | 6–4, 6–4            |
| 3 | 2012. március 4.     | Abierto Mexicano Telcel, Acapulco  | Salak      | David Marrero   | Marcel Granollers / Marc López                   | 6–3, 6–4            |
| 4 | 2012. július 15.     | ATP Vegeta Croatia Open Umag, Umag | Salak      | David Marrero   | Marcel Granollers / Marc López                   | 6–3, 7–6(4)         |
| 5 | 2012. július 22.     | German Open Hamburg, Hamburg       | Salak      | David Marrero   | Daniel Muñoz-de la Nava / Rogério Dutra da Silva | 6–4, 6–3            |
| 6 | 2013. szeptember 22. | St. Petersburg Open, Szentpétervár | Kemény (f) | David Marrero   | Gyenisz Isztomin / Dominic Inglot                | 7–6(6), 6–3         |
| 7 | 2013. november 11.   | ATP World Tour Finals, London      | Kemény (f) | David Marrero   | Bob Bryan / Mike Bryan                           | 7–5, 6–7(3), [10–7] |

#### Elvesztett döntői (5)
|   | Dátum             | Torna                                        | Borítás    | Partner                | Ellenfelek a döntőben             | Eredmény a döntőben   |
| 1 | 2007. július 16.  | Mercedes Cup, Stuttgart                      | Salak      | Guillermo García López | František Čermák / Leoš Friedl    | 4-6 4-6               |
| 2 | 2009. január 5.   | Brisbane International, Brisbane             | Kemény     | Mischa Zverev          | Marc Gicquel / Jo-Wilfried Tsonga | 4-6, 3-6              |
| 3 | 2012. október 28. | Valencia Open 500, Valencia                  | Kemény (f) | David Marrero          | Alexander Peya / Bruno Soares     | 3-6, 2-6              |
| 4 | 2013. október 13. | Shanghai Masters, Sanghaj                    | Kemény     | David Marrero          | Ivan Dodig / Marcelo Melo         | 6-7(2), 7-6(6) [2-10] |
| 5 | 2014. április 13. | U.S. Men’s Clay Court Championships, Houston | Salak      | David Marrero          | Bob Bryan / Mike Bryan            | 4-6, 3-6              |

## Eredményei Grand Slam-tornákon
| Grand Slam | Australian Open | Australian Open     | Roland Garros | Roland Garros       | Wimbledon | Wimbledon          | US Open   | US Open              |
| Év         | Eredmény        | Utolsó ellenfél     | Eredmény      | Utolsó ellenfél     | Eredmény  | Utolsó ellenfél    | Eredmény  | Utolsó ellenfél      |
| 2003       | -               | -                   | -             | -                   | 1.kör     | Jarkko Nieminen    | 3.kör     | Pharadon Szricsaphan |
| 2004       | 1.kör           | Taylor Dent         | 2.kör         | Juan Ignacio Chela  | 2.kör     | Robby Ginepri      | 2.kör     | Andrei Pavel         |
| 2005       | 2.kör           | Guillermo Cañas     | 1.kör         | Robin Söderling     | 2.kör     | Florian Mayer      | 4.kör     | Jarkko Nieminen      |
| 2006       | 2.kör           | Kristof Vliegen     | 2.kör         | Juan Mónaco         | 4.kör     | Radek Štěpánek     | 3.kör     | Andy Roddick         |
| 2007       | 2.kör           | Andy Murray         | 4.kör         | Novak Đoković       | 3.kör     | Andy Roddick       | 3.kör     | Tomáš Berdych        |
| 2008       | 2.kör           | Janko Tipsarević    | 4.kör         | Rafael Nadal        | 4.kör     | Mario Ančić        | 3.kör     | Igor Andrejev        |
| 2009       | 1/2 döntő       | Rafael Nadal        | 4.kör         | Nyikolaj Davigyenko | 4.kör     | Ivo Karlović       | 1/4 döntő | Novak Đoković        |
| 2010       | 4.kör           | Nyikolaj Davigyenko | 4.kör         | Nicolás Almagro     | 1.kör     | Fabio Fognini      | 1/4 döntő | Rafael Nadal         |
| 2011       | 4.kör           | Tomáš Berdych       | 3.kör         | Ivan Ljubičić       | 2.kör     | Robin Haase        | 3.kör     | Jo-Wilfried Tsonga   |
| 2012       | 1.kör           | Bernard Tomic       | 3.kör         | Andreas Seppi       | 3.kör     | Xavier Malisse     | 3.kör     | Roger Federer        |
| 2013       | 3.kör           | Kevin Anderson      | 2.kör         | Janko Tipsarević    | 1/4 döntő | Andy Murray        | 1.kör     | Ivan Dodig           |
| 2014       | 2.kör           | Tejmuraz Gabasvili  | 4.kör         | Andy Murray         | 1.kör     | Marinko Matosevic  | 2.kör     | Andrej Kuznyecov     |
| 2015       | 3.kör           | Novak Đoković       | 2.kör         | Benjamin Becker     | 3.kör     | Stanislas Wawrinka | 2.kör     | Miloš Raonić         |
| 2016       | 2.kör           | Dúdí Szela          | 3.kör         | Nisikori Kei        |           |                    |           |                      |

## Év végi világranglista-helyezései
| Év       | 1999 | 2000 | 2001 | 2002 | 2003 | 2004 | 2005 | 2006 | 2007 | 2008 | 2009 | 2010 | 2011 | 2012 | 2013 | 2014 | 2015 |
| Helyezés | 1026 | 1332 | 464  | 173  | 109  | 36   | 32   | 35   | 26   | 16   | 9    | = 9  | 24   | = 24 | 30   | 33   | 49   |